# Raphaël Heyer
Pour les articles homonymes, voir Heyer.
Raphaël Heyer, né à Strasbourg en 1979, est un poète alsacien de langue française.

## Biographie
Né à Strasbourg, son enfance et son adolescence ont pour cadre le pied du Mont Sainte-Odile et la petite ville de Rosheim. Il reçoit en 2000, pour Vol de Feu, le prix Michel Burg aux premières Rencontres de Molsheim présidées par le philosophe et écrivain Jean-Pierre Faye, qui le convainc de publier son premier recueil, Vol de feu, en 2001, dans la collection Poètes des cinq continents de l'Harmattan à Paris. Jean-Pierre Faye en signe la préface ("Voleur de sens") où il souligne la proximité des thèmes et de la poétique de Heyer avec l'analyse que dresse Pascal Quignard du poème de Lycophron, Alexandra : "il apparaît que « la concision de chaque histoire, lieu, image ou figure » se ramasse, comme « trouée par l’ultériorité ». C’est cette trouée qui s’ouvre un tracé dans Vol de feu."
En 2005 et 2009, Raphaël Heyer publie respectivement Et le vent sur les eaux et À cheval sur le trépas, toujours chez L'Harmattan. Le poète Laurent Bayart estime que la poétique de Heyer "va jusqu’au bout d’un lyrisme sentencieux qui demeure rare dans la poésie contemporaine" et y perçoit une "résonance majeure", rejoignant en cela le critique littéraire alsacien Antoine Wicker qui décelait une poétique "de forte portée" dans Et le vent sur les eaux. Pierre Kretz cite Heyer parmi les principaux poètes alsaciens contemporains. 
Poète et acteur de la scène poétique contemporaine, ce "militant de l’action poétique" a tôt étendu sa réflexion et son champ d'investigation au théâtre, pour lequel il a notamment développé et expérimenté le concept de théâtre "éleusinien", en référence aux Mystères d'Eleusis, tout en prenant part, en tant que comédien, à de nombreuses créations à Strasbourg et à Dijon. Il collabore depuis 2010 à l'écriture et à la dramaturgie de pièces de théâtre, en particulier pour des compagnies suisses romandes à Lausanne et Genève. 
Il a également expérimenté son propre concept de "poèmétrages", créations vidéo-poétiques qu'il poursuit depuis 2007.

## Publications

### Poésie
- Vol de feu (Préface de Jean-Pierre Faye), Paris : L'Harmattan, 2001 (Coll. Poètes des cinq continents).
- Et le vent sur les eaux, Paris : L'Harmattan, 2005 (Coll. Poètes des cinq continents).
- À cheval sur le trépas, Paris : L'Harmattan, 2009 (Coll. Poètes des cinq continents).

### Théâtre
- Les Veines du Silence, (inédit, 2002), Cie du Théâtre Universitaire de Strasbourg, créé le 28 mai 2002 au Molodoï à Strasbourg.
- Coauteur de Restons Ensemble Vraiment Ensemble (inédit, 2011), Cie Skøln Å Thtr (CH), m.e.s. Vincent Brayer, créé le 11 janvier 2012 à la Grange de Dorigny (Lausanne).
- Auteur associé pour Dites-moi qui je suis (que je me perde) (inédit, 2012), Cie Skøln Å Thtr (CH), m.e.s. Vincent Brayer, créé le 15 janvier 2013 au Théâtre de l'Arsenic (Lausanne).
- Auteur associé pour Un après-midi au zoo (inédit, 2013), Cie Post Tenebras Lux (CH), m.e.s. Cédric Djedje, créé le 30 janvier 2013 au Théâtre Saint-Gervais (Genève).
- Auteur associé, dramaturge et comédien pour Nouveau Monde (inédit, 2016), Cie Post Tenebras Lux (CH), m.e.s. Claire Deutsch, créé le 13 octobre 2016 à L'Usine (Genève).

## Pour approfondir